# Orriols (Valencia)
Orriols es un barrio de la ciudad de Valencia (España), perteneciente al distrito de Rascaña junto con los barrios de Torrefiel (oeste) y San Lorenzo (este). Está situado al norte de la ciudad y limita al norte con Pueblo Nuevo y al sur con San Antonio. Fue un municipio independiente hasta 1882, en que fue anexionado a la ciudad de Valencia. Su población en 2023 era de 17 092 habitantes.

## Historia
El origen de Orriols está en la alquería andalusí de Rascaña, que Jaime I donó a Guillem Aguiló, franca de tributos, en 1237. La citada alquería en el siglo XV pertenecía al canónigo de la Catedral de Valencia, Pere d’Oriols. A su fallecimiento, ocurrido en 1404, heredó la alquería el Monasterio de San Jerónimo de Cotalba (en Alfahuir), si bien no se tomó posesión de la herencia hasta 1489, tras sostener un largo litigio con los que se consideraban asimismo sucesores del señorío de Oriols. Los monjes nombraron patrono del lugar a San Jerónimo y cambiaron el antiguo nombre de Rascaña por el de Oriols (hoy Orriols) en recuerdo de su benefactor.

### SiglosXVIIyXVIII

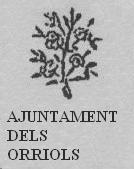
Emblema similar al escudo del antiguo municipio de Orriols

El historiador Escolano escribió en 1611 que Orriols estaban compuestos por apenas 16 casas rurales. Hasta el siglo XVIII los alcaldes y regidores del pueblo, en virtud de propuesta de terna, eran nombrados por el prior de Cotalba, que también disfrutaba el dominio directo de todo el término con tercio-diezmo, fadiga y luismo.

### SigloXIX
Orriols dejó formalmente de ser señorío con motivo del Decreto del 6 de agosto de 1811, emitido por las Cortes de Cádiz, por el que se incorporaban a la administración estatal todos los señoríos aristocráticos y monásticos y se abolía el vasallaje feudal, convirtiéndose en municipio independiente con ayuntamiento propio.

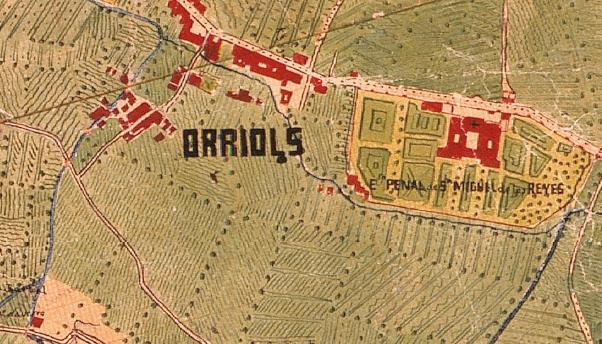
Els Orriols en 1883.

En 1859, cumpliendo una solicitud del Gobierno Civil, el Ayuntamiento de Orriols definió formalmente su término municipal. Durante la Revolución Cantonal de 1873, el Ayuntamiento de Orriols se adhirió al Cantón de Valencia, siendo bombardeado durante las operaciones de asedio al mismo. El crecimiento de Valencia y, especialmente, las construcciones del antiguo arrabal de Sagunto y de la antigua carretera de Barcelona acercaron los límites de la ciudad a Orriols, que fue un municipio independiente hasta 1882, año en que, junto con Benimámet, fue anexionado al municipio de Valencia. Aunque administrativamente el núcleo de Orriols pertenecía a Valencia, su carácter aislado en la huerta le dotó de unas características peculiares y cierta autonomía hasta la fusión completa con el resto de la ciudad bien entrado el siglo XX.

### SigloXX
A partir de 1928, se incorporó a Orriols el llamado barrio de Don Bosco, próximo al también naciente núcleo de Torrefiel. Más tarde, en septiembre de 1936, estando Orriols bajo el gobierno del Comité Ejecutivo Popular de Valencia, los revolucionarios de la Columna de Hierro asaltaron el penal de San Miguel de los Reyes donde liberaron a los presos allí detenidos. Con posterioridad el núcleo original de Orriols fue rodeado por las fincas que tomaron el nombre de su constructor: José Barona Alcalá (1927-2010);, para esta época, Orriols contaba con una importante presencia de población gitana; numerosos familiares de presos de San Miguel de los Reyes constituían también parte de los habitantes de la localidad. Construido en las décadas de 1950 y 1960, el barrio de Barona absorbió a gran parte de la inmigración del interior de otras partes de España que llegó durante esta época; fue muy conflictivo en la década de 1980 pero recuperó cierta normalidad en décadas posteriores,al quedar completamente conurbado en la ciudad de Valencia.
En la década de 1990 se construyó el Nou Orriols, una zona residencial de mayor calidad pegada al viejo Orriols, que posteriormente tomaría el nombre de los huertos que anteriormente existían allí ("Huertos de San Lorenzo"), pasando a ser el barrio de San Lorenzo.

### Época contemporánea
En la actualidad es un barrio plenamente integrado en el entramado urbano de la ciudad de Valencia, siendo además uno de los más densamente poblados y con mayor crecimiento. Del antiguo pueblo solamente quedan algunas calles y unas pocas alquerías en la huerta inmediata, mientras que el resto ha desaparecido con la urbanización.
Es considerado un barrio de inmigración por antonomasia. En 2005 Orriols contaba con un 16,3 % de población extranjera (el segundo barrio con mayor porcentaje de la ciudad, tras La Roqueta). Según algunas publicaciones, hacia 2008-2009 tenía una tasa de inmigración del 50 %. En 2010, con el 31,2 % el barrio de Orriols era el que presentaba el mayor porcentaje de extranjeros de la ciudad.
El barrio de Els Orriols acoge al 47,9 % de la población extranjera del distrito de Rascaña. Los lugares mayoritarios de procedencia son África, América del Sur y Asia.
|             | Total  | Unión Europea | Europa sin UE | Àfrica | América del Nord | América Central | América del Sud | Asia   | Oceanía y otros | Apátrides |
| ----------- | ------ | ------------- | ------------- | ------ | ---------------- | --------------- | --------------- | ------ | --------------- | --------- |
| Els Orriols | 4548   | 564           | 296           | 989    | 20               | 420             | 1423            | 836    | -               | -         |
| Rascaña     | 9849   | 1627          | 792           | 1850   | 56               | 863             | 3074            | 1584   | 2               | 1         |
| Porcentaje  | 47,9 % | 34,7 %        | 37,4 %        | 53,5 % | 35,7 %           | 48,7 %          | 46,3 %          | 52,8 % | 0 %             | 0 %       |

Fuente: Padrón Municipal de habitantes. 01/01/2021

## Demografía
| Gráfica de evolución demográfica de Orriols entre 1842 y 1877 |
| |
| Población de derecho según los censos de población del INE Población de hecho según los censos de población del INEEn 1887 este municipio desaparece porque se integra en el municipio Valencia |

### Población
| 1991   | 1996   | 2001   | 2011   | 2012   | 2013   | 2014   | 2015   | 2016   | 2017   | 2018   | 2019   | 2020   | 2021   | 2022   | 2023   |
| ------ | ------ | ------ | ------ | ------ | ------ | ------ | ------ | ------ | ------ | ------ | ------ | ------ | ------ | ------ | ------ |
| 17.726 | 16.638 | 16.086 | 17.261 | 17.001 | 16.594 | 16.089 | 15.944 | 16.099 | 16.019 | 16.298 | 16.423 | 16.818 | 16.743 | 16.570 | 17.092 |

Fuente: Padrón Municipal de habitantes. 01/01/2023
|         | Total  | 0-15 | 16-64  | 65 y más |
| ------- | ------ | ---- | ------ | -------- |
| Total   | 17.092 | 2548 | 11.513 | 3031     |
| Hombres | 8462   | 1288 | 5972   | 1202     |
| Mujeres | 8630   | 1260 | 5541   | 1829     |

Fuente: Padrón Municipal de habitantes. 01/01/2023.
| Alta por inmigración | Alta por nacimiento | Alta por cambio de domicilio | Otras altas | Total de altas | Baja por emigración | Baja por defunción | Baja por cambio de domicilio | Otras bajas | Total de bajas |
| -------------------- | ------------------- | ---------------------------- | ----------- | -------------- | ------------------- | ------------------ | ---------------------------- | ----------- | -------------- |
| 1532                 | 137                 | 916                          | 246         | 2831           | 705                 | 181                | 912                          | 494         | 2292           |

Fuente: Padrón Municipal de Habitantes 2022.

### Comunicaciones
- Autobús EMT: Por Orriols circulan las líneas 11,[19] 12[20] y 16[21] de la EMT Valencia.
- Tranvía:[22] Circula por Orriols la Línea 6 del tranvía, con tres estaciones: la estación de Orriols, la estación Estadi del Llevant y la estación Sant Miquel dels Reis.
- Taxis: Hay paradas de taxis en la calle Duque de Mandas y en las cercanías del Centro Comercial Arena.
- Metro: Están disponibles las líneas 3 y 9 del metro, con la estación de Machado.

## Administración y política
El barrio Els Orriols constituyó un municipio independiente desde 1821 hasta 1882, por ello contaba con un alcalde propio. A partir de 1882 el barrio se anexionó a Valencia y su alcalde pasó a ser el de la ciudad, que actualmente es María José Catalá, que ejerce este cargo desde 2023.

## Servicios
- En el barrio existen asociaciones como el Centro Cultural Islámico de Valencia:[23] Del año 1994.
- Biblioteca Municipal de Orriols.[24]
- Complejo deportivo de Orriols:[25] Es una instalación de la Fundación Deportiva Municipal de Valencia (FDM), donde hay actividades y cursos tanto para niños como adultos, además de salas, pistas de pádel y tenis y vasos.

## Patrimonio
- Monasterio de San Miguel de los Reyes: Del siglo XVI, es la actual sede de la Biblioteca Valenciana y de la Acadèmia Valenciana de la Llengua.[26]
- Estadio Ciudad de Valencia: De mediados del siglo XX, es el estadio oficial del Levante Unión Deportiva.[27]
- Parque Municipal de Orriols: parque público de 3,2 hectáreas inaugurado en 2000.
- Ermita de San Jerónimo: Construcción religiosa de 1848 (reconstruida en 1998).[28]
- Parroquia de San Jerónimo: Templo católico moderno.[29]
- Iglesia de Nuestra Señora del Sagrado Corazón: iglesia del siglo XV (iglesia de Santa Catalina de Siena), trasladado a Orriols a mediados del siglo XX.[30]
- Alquería de Albors o de San Lorenzo. Viejo molino y edificio agrícola. Hay restos desde el XIV, aunque la configuración actual es del XVII. Rehabilitado en 2009, acoge la universidad popular y centro de juventud.[31]

Monasterio de San Miguel de los ReyesMonasterio de San Miguel de los Reyes
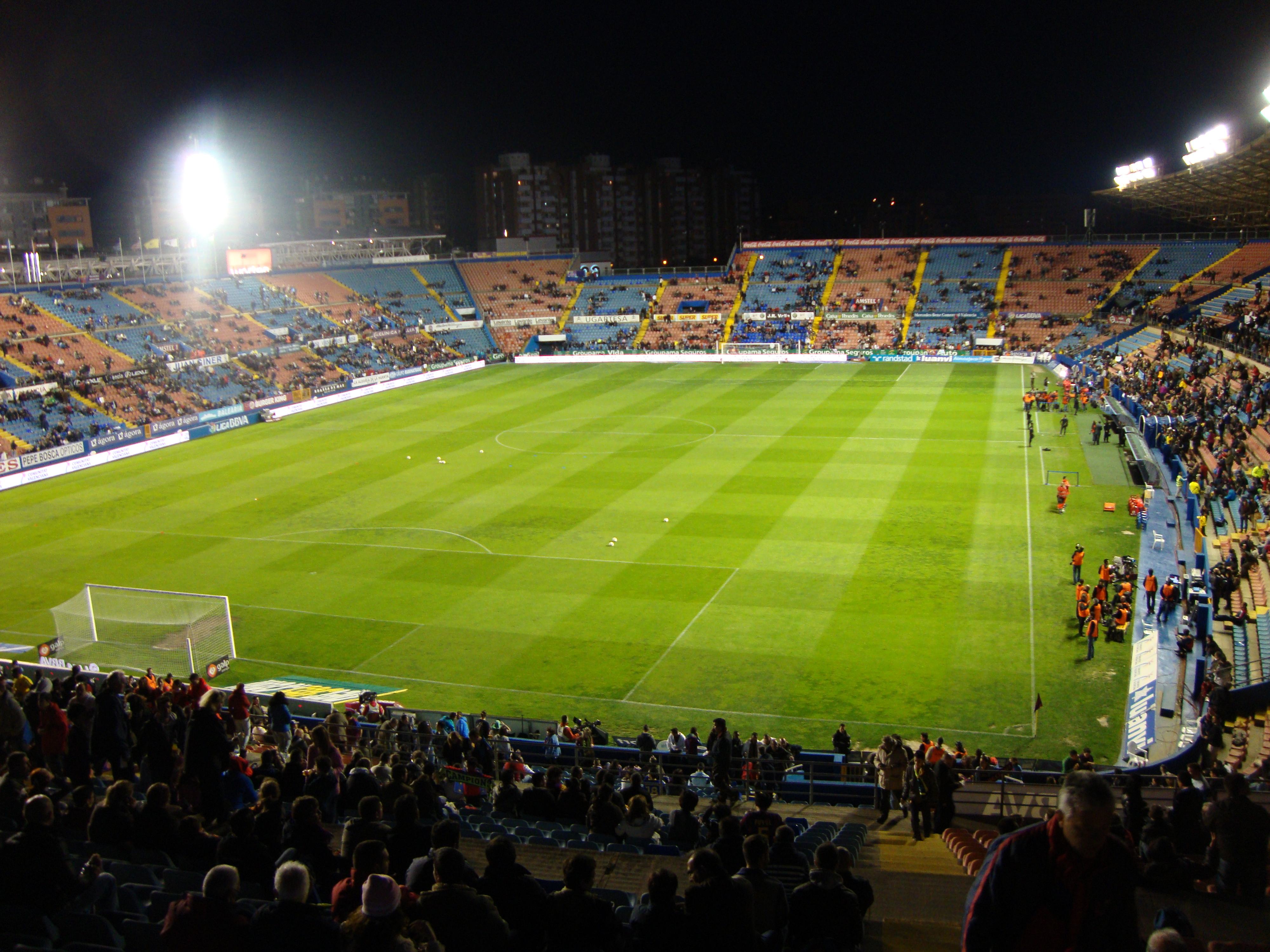
Estadio Ciutat de València
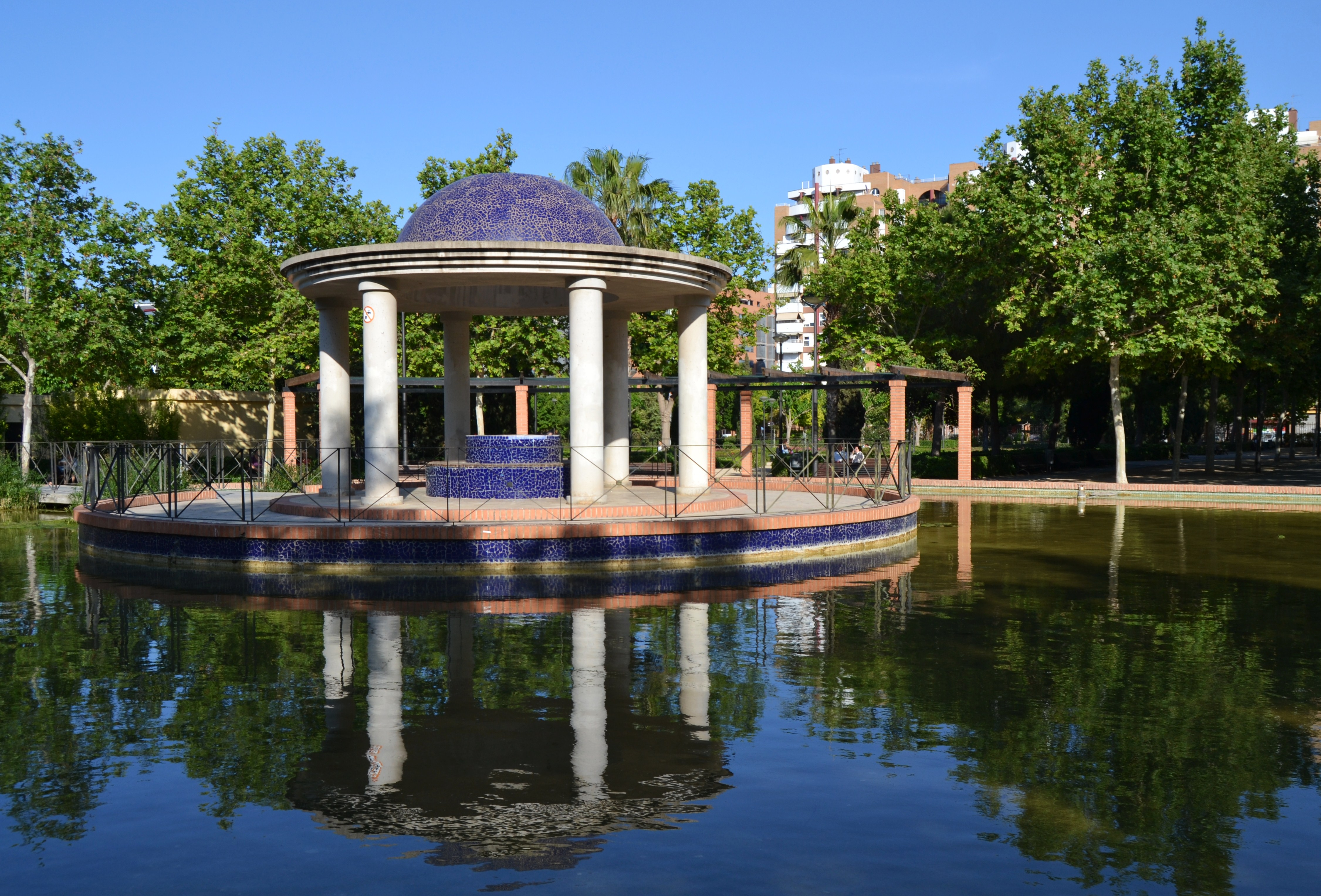
Parque de Orriols
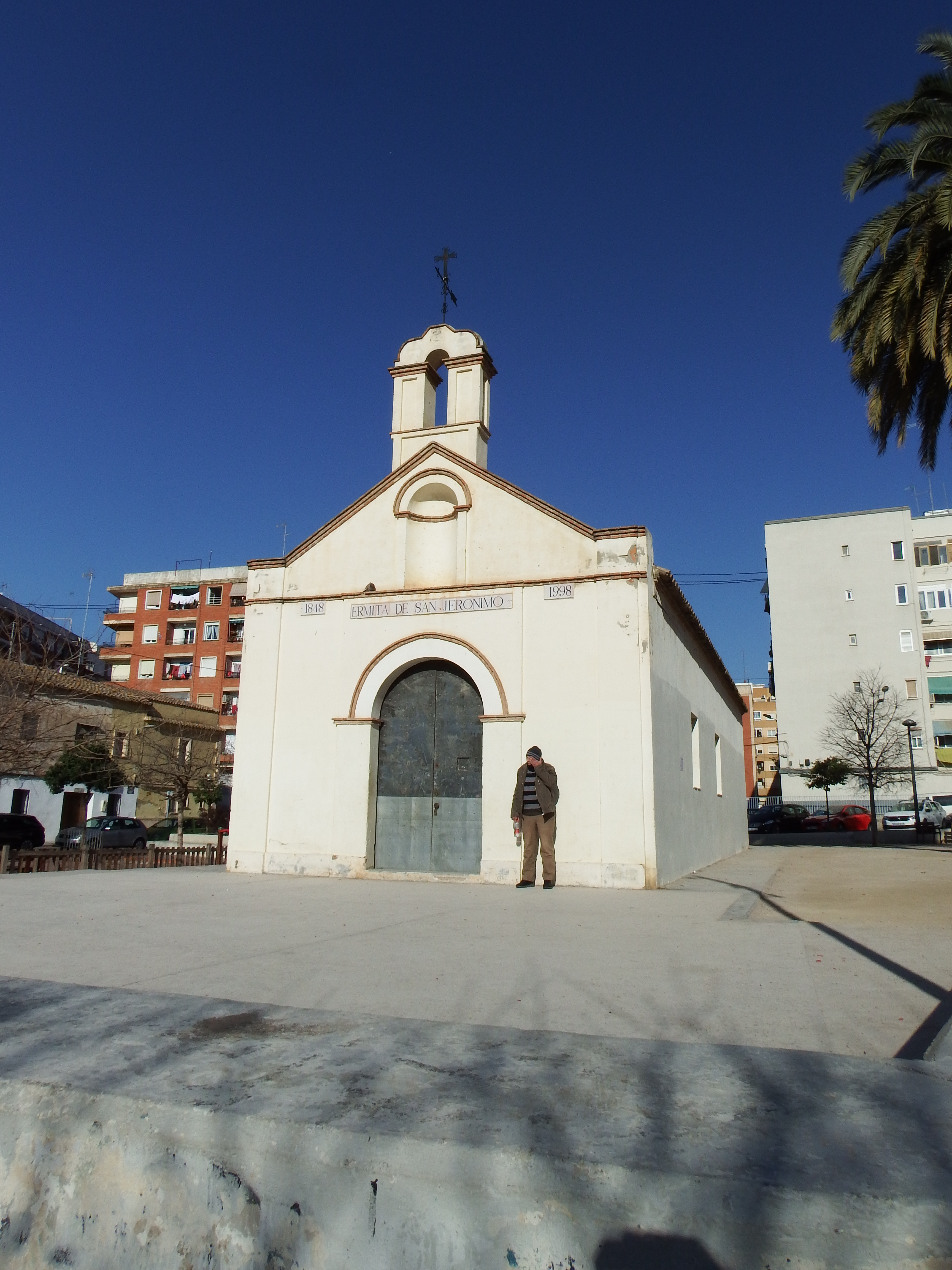
Ermita San Jerónimo
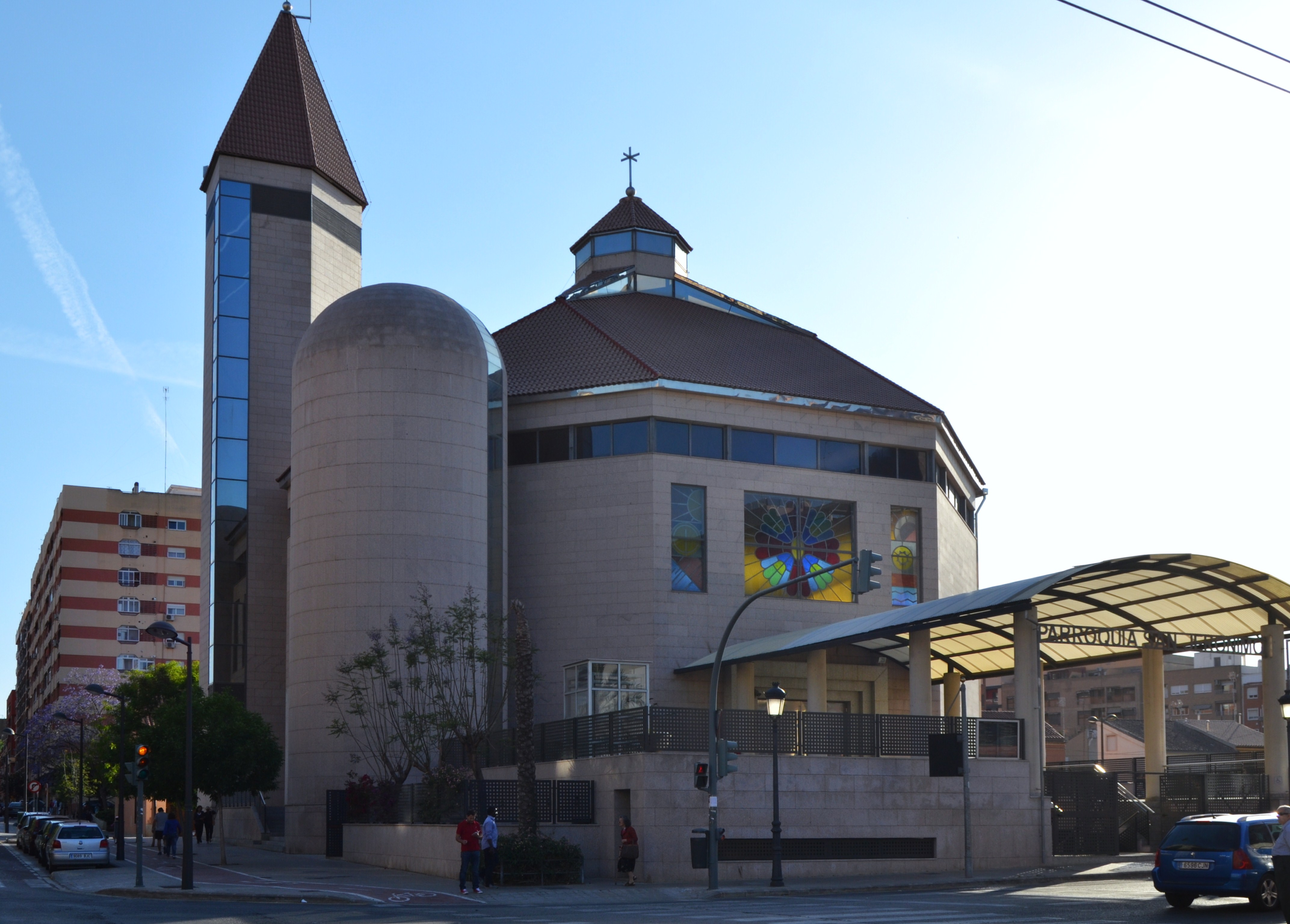
Parroquia de San Jerónimo
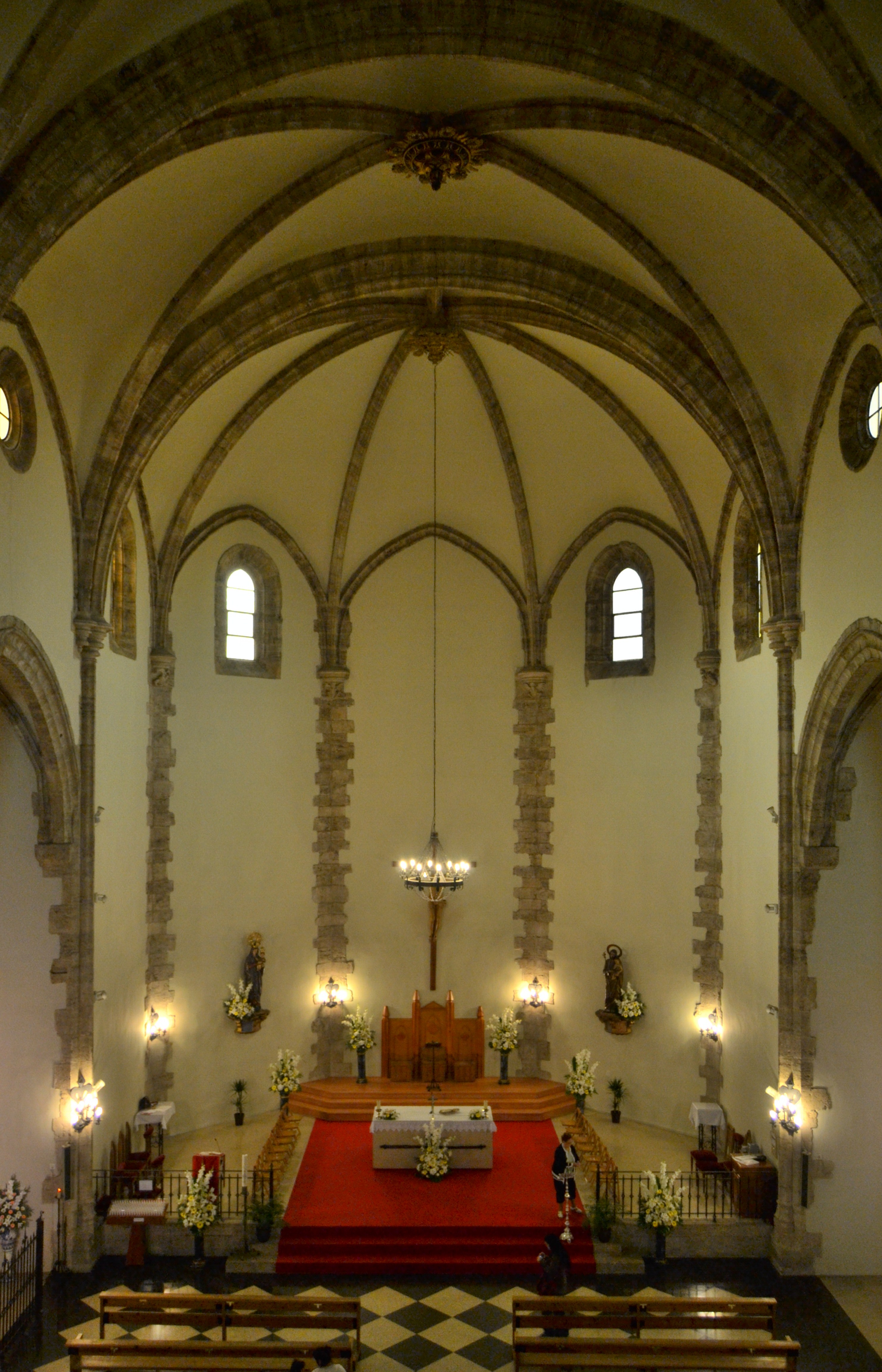
Iglesia del Sagrado Corazón, antigua de Santa Catalina de Siena
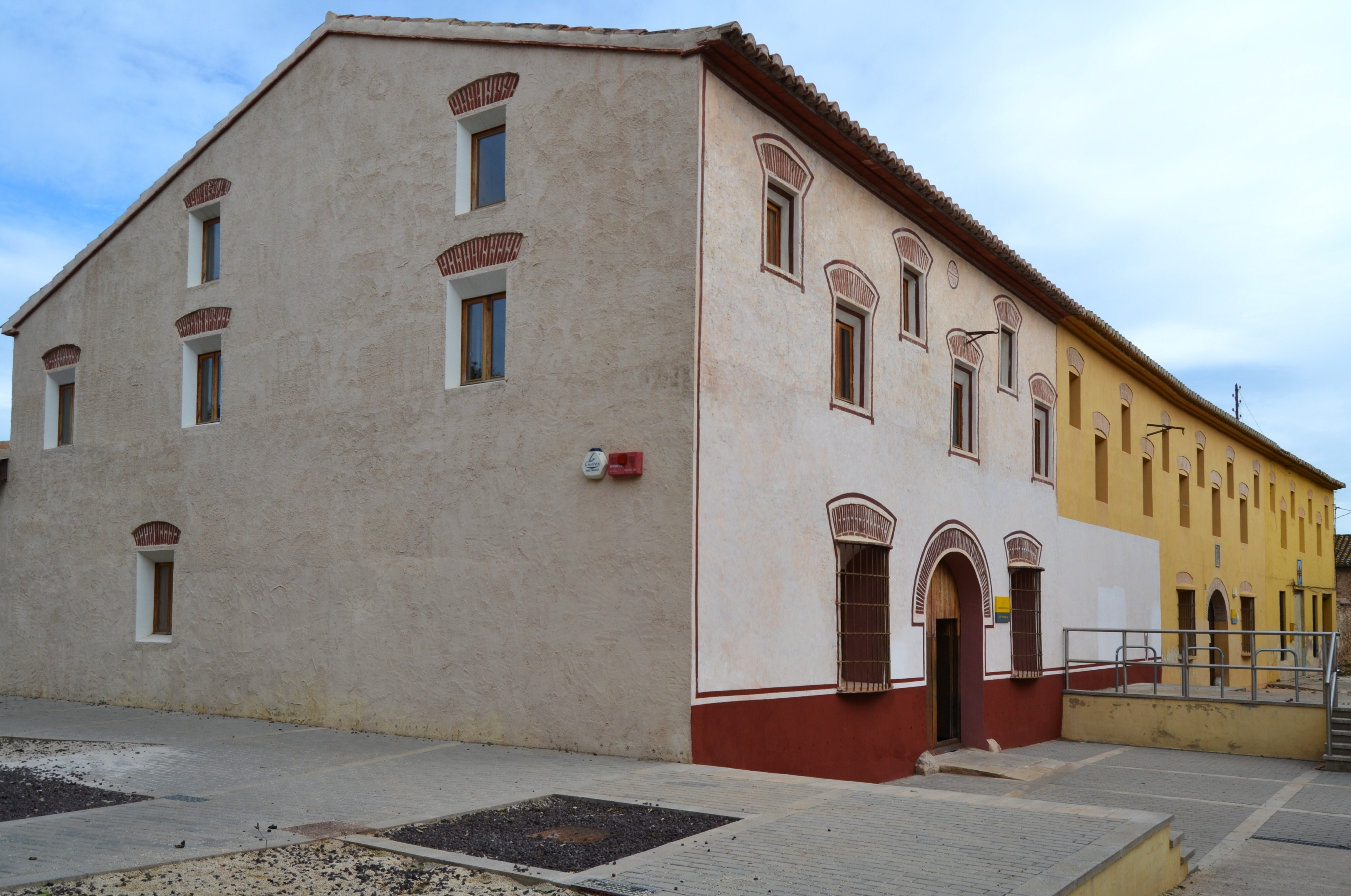
Alquería de Albors